# Верин-Кармирахпюр
Верин-Кармирахпюр (арм. Վերին Կարմիրաղբյուր) — село в Тавушской области Армении. Находится в 2 км к востоку от города Берд и на 1 км западнее села Норашен.
Главой сельской общины является Камо Чобанян.

## География
Село расположено на правом берегу реки Тавуш, в 59 км от райцентра Иджевана.

## Население
Предки некоторых жителей села в прошлом переселились сюда из сёл Лори и Арцаха.
| Год         | 1831 | 1897 | 1926 | 1939 | 1959 | 1970 | 1979 | 1989 | 2001 | 2004 | 2008 |
| ----------- | ---- | ---- | ---- | ---- | ---- | ---- | ---- | ---- | ---- | ---- | ---- |
| Численность | 329  | 779  | 1095 | 1529 | 1765 | 2136 | 2011 | 1970 | 1948 | 1870 | 1837 |

## Экономика
Население занимается животноводством, виноградарством, садоводством, табаководством и выращиванием кормовых культур.

## Достопримечательности
В деревне сохранилась церковь Святого Ованеса (арм. սբ. Հովհաննես եկեղեցի) 1701 года. В восточной части села расположен могильник Норашена II—I тыс. до н. э..

## Выдающиеся уроженцы
В селе родился армянский учёный, основатель школы научной селекции винограда, доктор сельскохозяйственных наук, профессор, член-корреспондент ВАСХНИЛ и Итальянской академии винограда и вина, заслуженный деятель науки Армянской ССР — Сурен Амбарцумович Погосян.

## Галерея

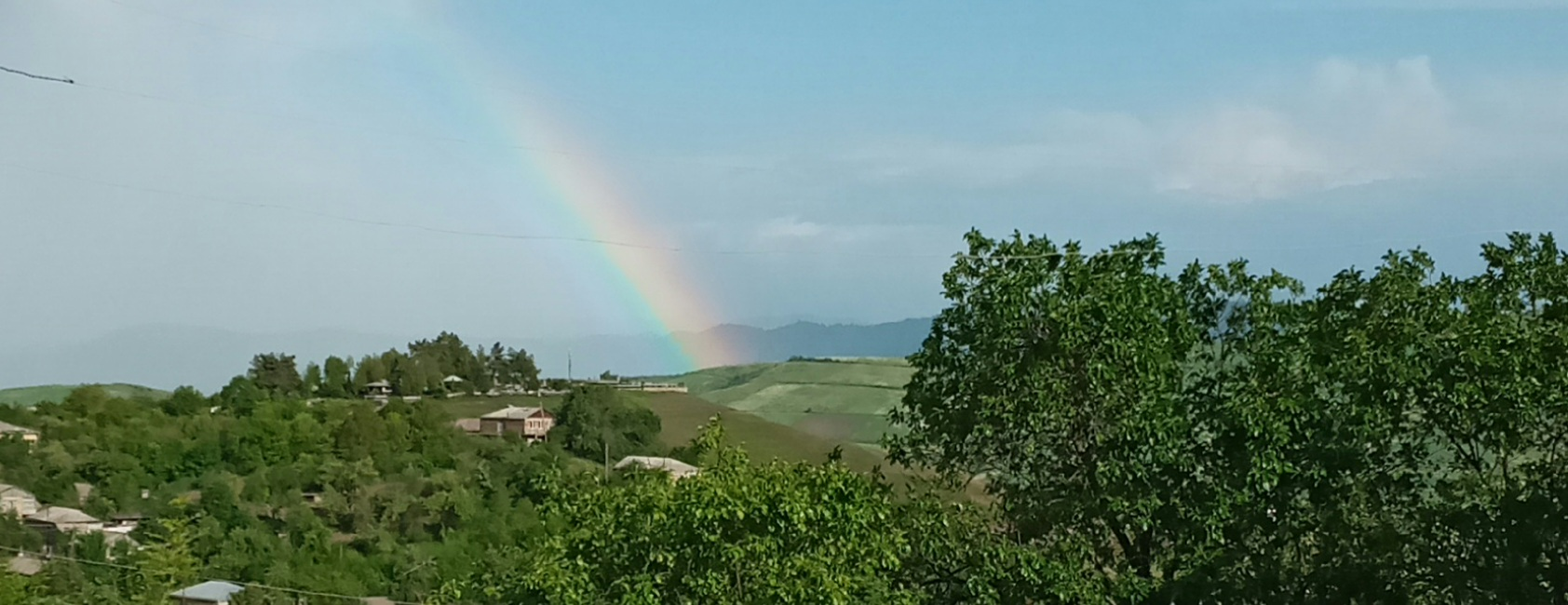
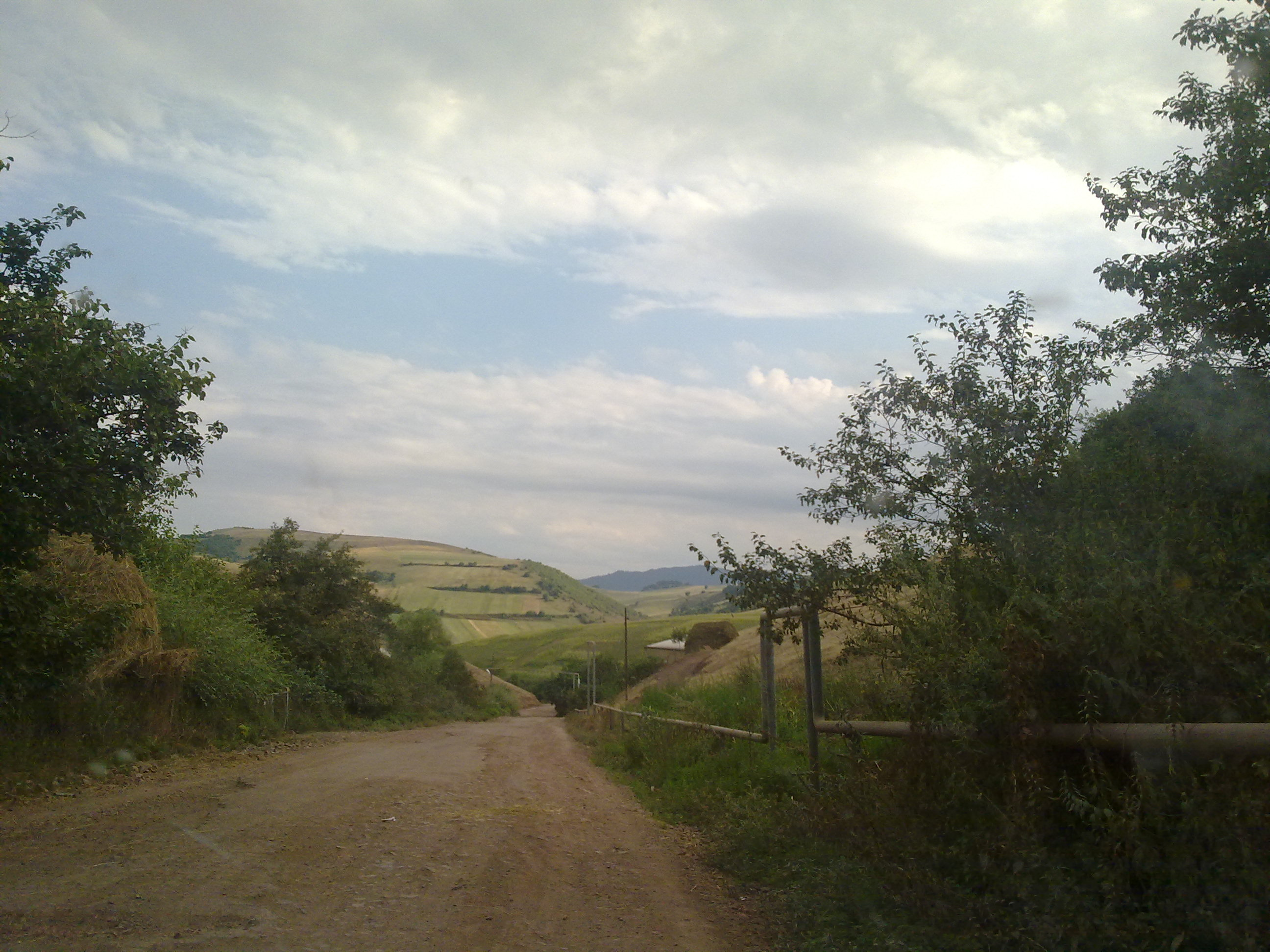
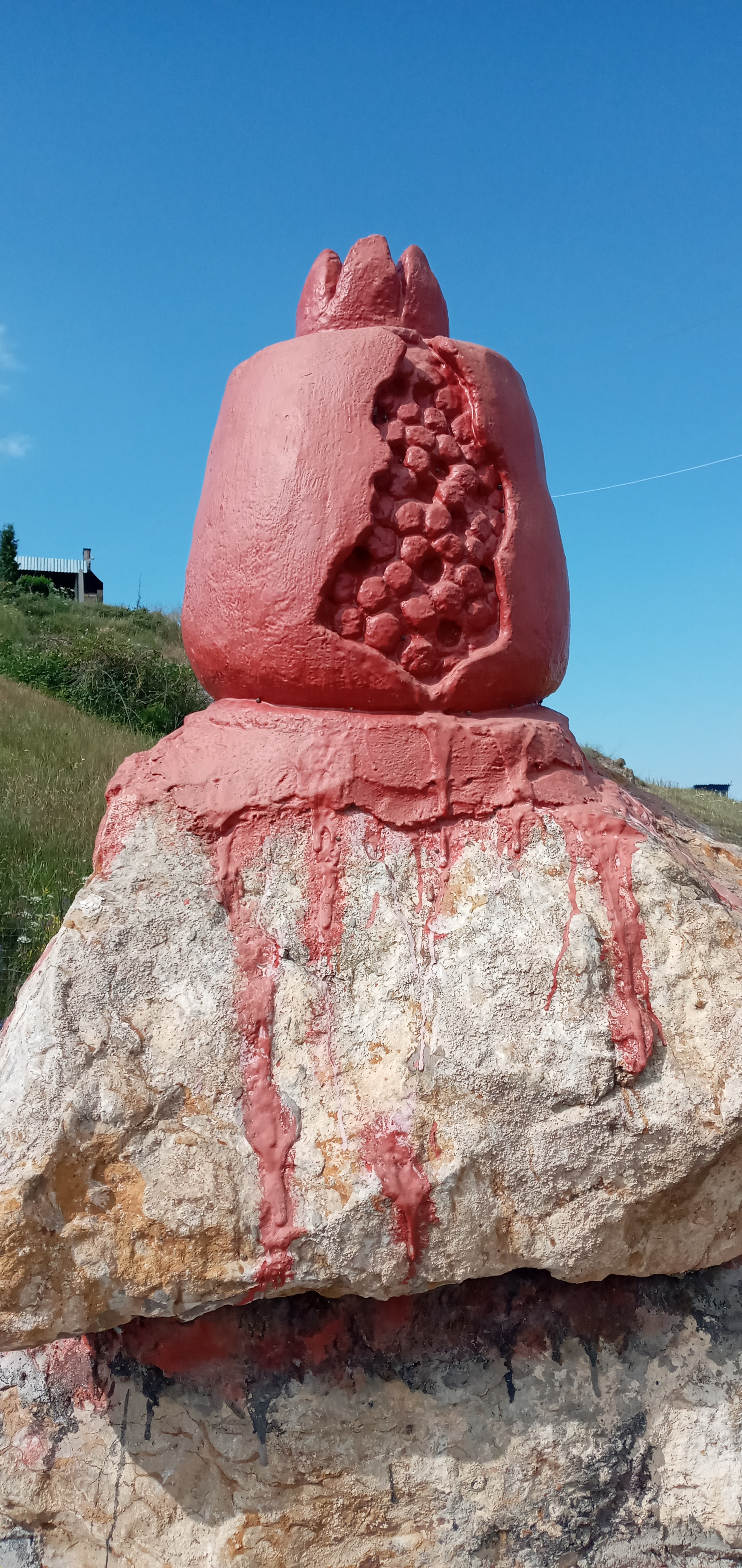